# 伊万娜·奥尔泰亚努
伊万娜·奥尔泰亚努（羅馬尼亞語：Ioana Olteanu，1966年2月25日—），罗马尼亚女子赛艇运动员。她曾代表罗马尼亚参加1992年、1996年和2000年夏季奥林匹克运动会赛艇比赛，获得二枚金牌和一枚银牌。